# 韋弗利 (密蘇里州)
韋弗利（英語：Waverly）是位於美國密蘇里州拉法葉縣的城市。

## 人口
根據2020年美國人口普查的數據，韋弗利的面積為3.68平方千米，當中陸地面積為3.27平方千米，而水域面積為0.41平方千米。當地共有人口784人，而人口密度為每平方千米213人。